# Zyklometer (Kryptologie)

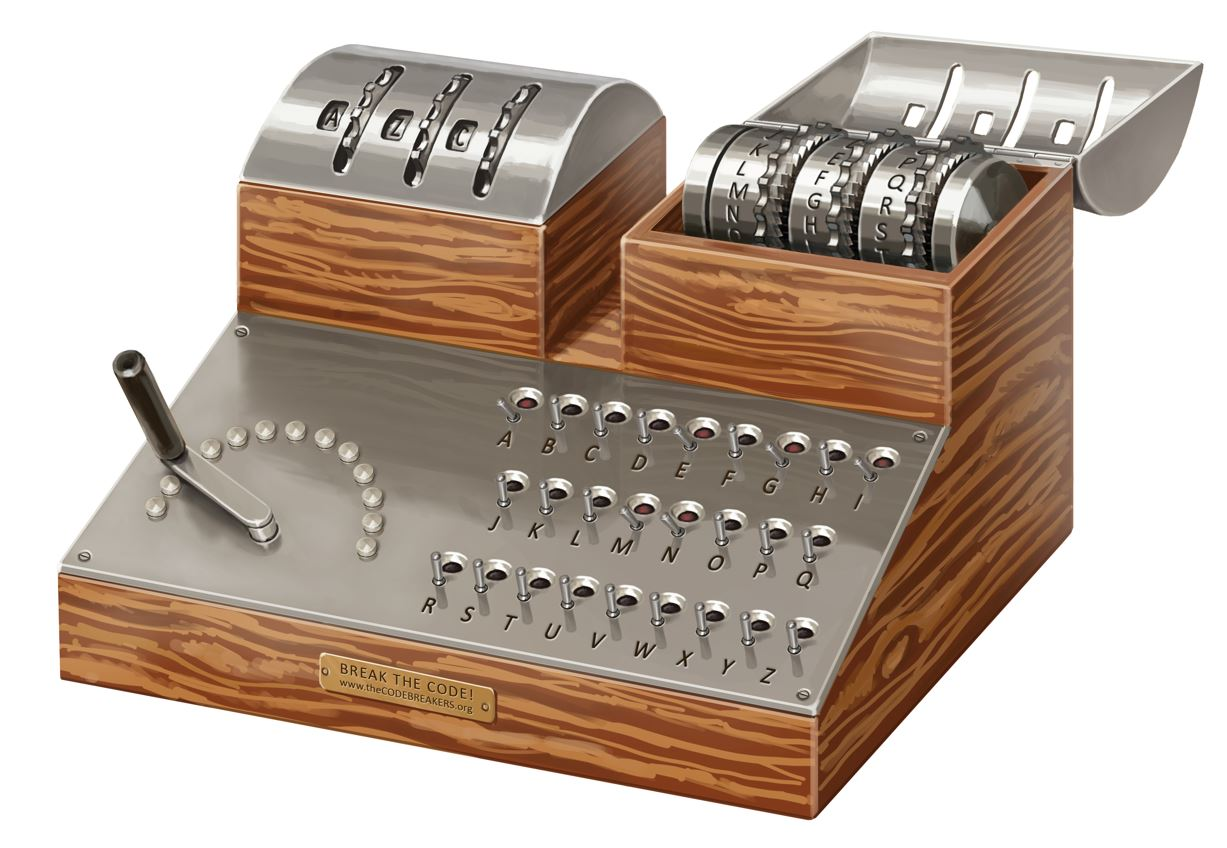
Moderne Rekonstruktion des möglichen Erscheinungsbildes des Zyklometers anhand von Skizzen aus den Erinnerungen von Marian Rejewski.

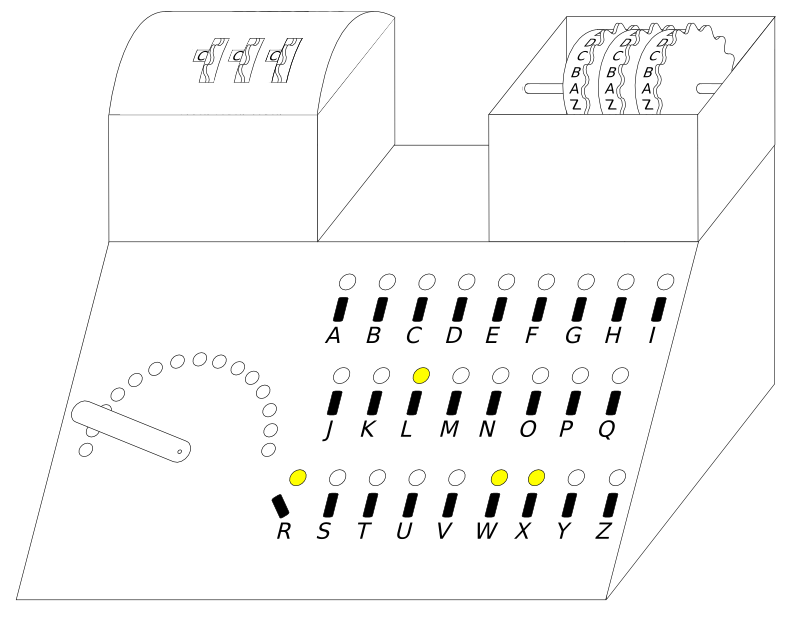
Das Zyklometer (1934) wurde von Rejewski entworfen, um die Charakteristiken der Enigma-Permutationen, nämlich Anzahl und Länge der Zyklen, zu katalogisieren. Oben sind die beiden Enigma-Walzensätze zu sehen (links mit geschlossenem und rechts mit geöffnetem Deckel). Rechts an der Frontplatte befinden sich 26 Alphabetschalter sowie 26 Anzeigelampen, die die gesuchten Charakteristiken signalisierten. Links ist der „Rheostat“ zur Dimmung der Lämpchen angeordnet.

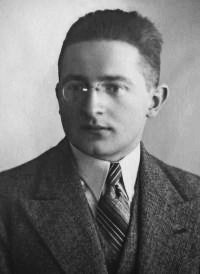
Der polnische Codeknacker Marian Rejewski (1932)

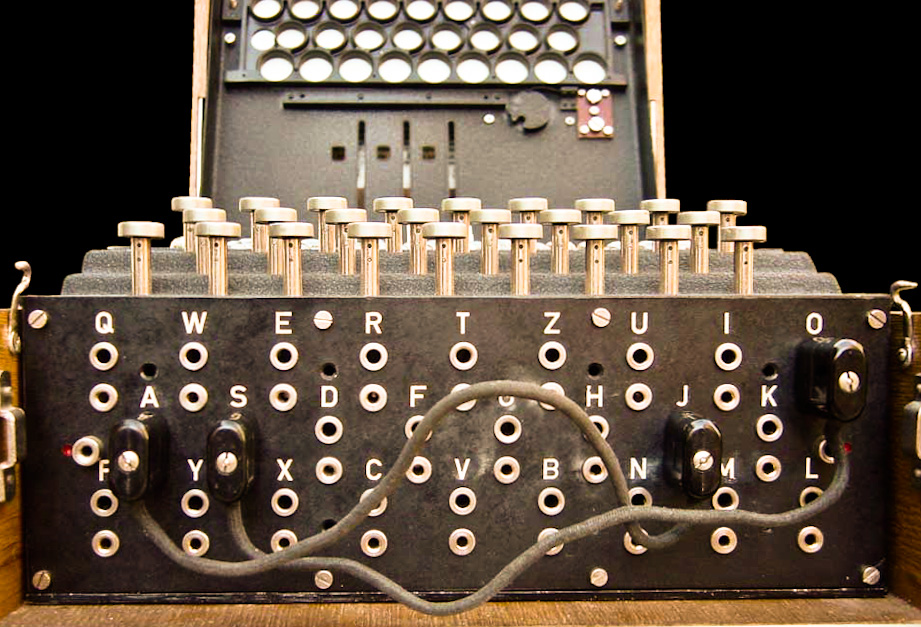
Steckerbrett der Enigma
(im Bild ist A mit J und S mit O gesteckert)

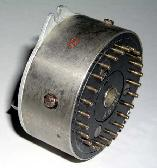
Die Umkehrwalze wurde am 2. November 1937 gegen eine neue mit völlig geänderter Verdrahtung gewechselt

Das Zyklometer (von griechisch: κύκλος (cyclos) „Schleife“ und μέτρον (metron) „Messer“ (im Sinne von: Messgerät), also deutsch wörtlich: Schleifenmesser; im polnischen Original: „Cyklometr“) war ein kryptanalytisches Gerät, das 1934 durch den polnischen Mathematiker und Kryptoanalytiker Marian Rejewski während seiner Arbeit in dem für Deutschland zuständigen Referat BS4 im Biuro Szyfrów (deutsch: „Chiffrenbüro“) in Warschau entworfen wurde. Es diente der Entzifferung der Funksprüche, die die deutschen Militärs mithilfe ihrer Rotor-Schlüsselmaschine Enigma verschlüsselten.

## Prinzip
Eine wichtige Aufgabe, die zur Entzifferung eines Enigma-Funkspruchs von den Polen gelöst werden musste, war, den „Tagesschlüssel“ zu finden, den die deutschen Verschlüssler benutzten. Dazu gehörte, die jeweils richtige Walzenlage und Anfangsstellung der Schlüsselmaschine zu erschließen. Aufgrund der Verwendung von drei Walzen mit jeweils 26 Buchstaben verfügte die Enigma über 26³ = 17.576 unterschiedliche Anfangsstellungen sowie 3! (Fakultät), also sechs verschiedene Walzenlagen.
Zur Entzifferung nutzte Marian Rejewski zusammen mit seinen im Jahre 1932 hinzugekommenen Kollegen Jerzy Różycki und Henryk Zygalski (Foto der drei siehe unter Weblinks) einen schwerwiegenden verfahrenstechnischen Fehler aus, der den Deutschen unterlief, und der den entscheidenden Ansatzpunkt zur Entzifferung bot: Um eine sichere Übertragung zu gewährleisten, wurde die Anfangsstellung der Walzen zweimal hintereinander an den Anfang einer Nachricht gestellt und als Spruchschlüssel verschlüsselt übertragen („Spruchschlüsselverdopplung“). Somit war der erste und vierte, der zweite und fünfte sowie der dritte und sechste Geheimtextbuchstabe jeweils demselben Klartextbuchstaben zuzuordnen. Dies ergab „charakteristische Permutationen“, die unabhängig von der Anzahl und Auswahl der Stecker waren, die die Deutschen auf dem Steckerbrett der Enigma gesteckt hatten, und nur von der Walzenlage und der Anfangsstellung abhingen.
Anstelle der astronomisch großen Anzahl von Möglichkeiten, die das Steckerbrett verursachte (mehr als 100 Milliarden bei Verwendung von sechs Kabeln), mussten die polnischen Codeknacker nur die vergleichsweise geringe Anzahl von sechs Walzenlagen und 17.576 Anfangsstellungen, also „nur“ 6·17.576 = 105.456 Möglichkeiten untersuchen.

## Katalog der Charakteristiken
Mit Hilfe des Zyklometers, welches zwei hintereinander geschaltete und um drei Drehpositionen versetzte Enigma-Maschinen verkörperte, konnten die polnischen Codeknacker für jede der sechs möglichen Walzenlagen feststellen, welche charakteristische Permutationen bei den verschiedenen Walzenstellungen auftraten. Das Zyklometer half dabei, diese sehr mühsame und zeitintensive Arbeit zur Katalogisierung der charakteristischen Permutationen zu vereinfachen. Die ermittelten „Charakteristiken“ wurden in einem Katalog erfasst. Die Arbeiten an diesem Katalog wurden durch die Polen im Jahr 1937 abgeschlossen. Sie hatten damit ideale Voraussetzungen geschaffen, um die deutschen Enigma-Funksprüche zu entziffern.
Die Erzeugung dieses Katalogs der Charakteristiken, so äußerte sich Rejewski, „war mühsam und dauerte mehr als ein Jahr, aber nachdem er fertig war [… konnten] Tagesschlüssel innerhalb von etwa 15 Minuten [ermittelt werden]“.
Hierzu wurde die bei einem zu entziffernden Funkspruch beobachtete Zuordnung der Buchstabenpaare bezüglich ihrer Charakteristik mit dem Katalog verglichen. So konnte man die überwiegende Vielzahl der möglichen Walzenlagen und Anfangsstellungen ausschließen, da diese unpassende Charakteristiken aufwiesen. Nach Analyse mehrerer Spruchschlüssel blieb schließlich nur noch eine einzige Möglichkeit übrig. Dies war die gesuchte Walzenlage und die korrekte Anfangsstellung.
Nachdem diese gefunden war, bereitete es den polnischen Kryptoanalytikern nur noch wenig Mühe, die sechs korrekten Steckerpaare sowie die Ringstellung mithilfe einer nachgebauten Enigma zu erschließen. Danach war der komplette Schlüssel aufgedeckt und sie konnten den Geheimtext ebenso wie der befugte Empfänger mithilfe des nun bekannten Schlüssels lesen.

## Ende des Zyklometers
Nachdem die Deutschen am 2. November 1937 die Umkehrwalze (UKW) der Enigma austauschten − die UKW A wurde durch die neue UKW B abgelöst − waren die polnischen Codeknacker gezwungen, die mühsame Katalogerstellung ein zweites Mal völlig neu zu beginnen. Noch bevor sie diese Arbeit abschließen konnten, änderten die Deutschen am 15. September 1938 ihre Verfahrenstechnik, indem sie ein neues Indikatorverfahren mit frei wählbarer Grundstellung für die Spruchschlüsselverschlüsselung einführten. Wiederum drei Monate später, am 15. Dezember 1938 gab es eine weitere Komplikation mit Einführung der neuen Walzen IV und V. Die Anzahl der möglichen Walzenlagen erhöhte sich damit von sechs auf sechzig.
Durch das neue deutsche Verfahren zur Spruchschlüsselvereinbarung wurden der Katalog und das Zyklometer nutzlos und das polnische Biuro Szyfrów war gezwungen, sich neue Angriffsmethodiken zu überlegen. Dies führte zur Erfindung der Lochkarten-Methode durch Henryk Zygalski und zur Konstruktion der Bomba durch Marian Rejewski.